# 7e Leger (Verenigde Staten)
Het Amerikaanse Zevende Leger (Engels: United States Army Europe and Seventh Army), ook wel United States Army Europe genoemd, is een legerformatie van de United States Army. Het is de grootste Amerikaanse formatie in Europa.

## Geschiedenis
Het Zevende Leger was de eerste Amerikaanse legerformatie dat tijdens de Tweede Wereldoorlog in actie kwam. Het werd op 10 juli 1943 opgericht onder bevel van luitenant-generaal George Patton. Het Amerikaanse Zevende Leger was betrokken bij de landing op Sicilië. 
Na de landing op Sicilië nam luitenant-generaal Alexander M. Patch het bevel over het Zevende Leger over van George Patton. Het Zevende Leger nam als deel van het 6e Leger deel aan Operatie Dragoon, de invasie van Zuid-Frankrijk.  Het rukte daarna snel op richting het noorden en via het Vogezen-gebergte bereikten het Zevende Leger als eerste Amerikaanse formatie de rivier de Rijn. Er waren harde gevechten geleverd in Lotharingen en de Elzas. In de lente van 1945 stak het  Zevende Leger de rivier de Rijn over en rukten op richting het Zwarte Woud en Beieren.  De 103e Infanteriedivisie veroverde op 3 mei 1945 Innsbruck in Oostenrijk en stak zelf de Italiaanse grens over en maakte zelfs contact met het Amerikaanse Vijfde Leger. De grootse hoofdprijs van het Zevende Leger was de inname van de Berghof, Hitlers buitenverblijf. 
Na de Tweede Wereldoorlog maakte het Zevende Leger samen met het Amerikaanse Derde Leger tot 31 maart 1946 deel van de Amerikaanse bezettingsmacht in Duitsland. Het Zevende Leger was daarna van 11 juni 1946 tot 15 maart 1947 gelegerd in Atlanta, Georgia. Daarna waren ze tot aan de Koreaanse Oorlog niet actief. In november 1950 werd het Zevende Leger nieuw leven ingeblazen en gestationeerd in Stuttgart.  In 1967 ging het Amerikaanse Zevende Leger samen met de U.S. Army Europe en het hoofdkwartier verhuisde naar Heidelberg waar ze tot 2004 bleven. In 2013 ging het Amerikaanse Zevende Leger samen met de U.S. Army Europe en het hoofdkwartier verhuisde naar Wiesbaden.
Het Zevende Leger was na de Tweede Wereldoorlog onder andere betrokken bij de Golfoorlog en de Irakoorlog.